# Tryn-trava
Tryn-trava (Трын-трава) è un film del 1976 diretto da Sergej Nikonenko.

## Trama
La storia d'amore dell'operatore della mietitrebbia Stepan Kalašnikov per sua moglie Lydia. Uno studente che è venuto a praticare inaspettatamente interviene nei rapporti degli eroi e complica la loro, e senza questa, difficile, vita familiare.